# Fuldans
Fuldans är en sång, framförd av Rolandz, som det fjärde bidraget i den fjärde deltävlingen i Melodifestivalen 2018. Låten släpptes digitalt 24 februari 2018.
Det var Rolandzs debutlåt i Melodifestivalen. Låten är skriven av Fredrik Kempe, David Kreuger och Robert Gustafsson. Låten tog sig till final där låten hamnade på tionde plats. Låten har fått kritik för att Rolandz inte är ett riktigt dansband. Låten blev nominerad till årets låt i Guldklaven 2018.
Låten spelades på Svensktoppen och låg där under 19 veckor mellan 11 mars och 15 juli 2018 med sjunde plats som bästa placering och hamnade som bäst på tolfte plats på Digilistan.